# ارتجاجات في كرة قدم أمريكية
ارتجاج الدماغ واللإصابة بالتشوهات والصدمات التي تحدث خلال لعب كرة القدم الأمريكية أظهرت أنها تسبب في تشوه الدماغ الوعائي المزمن، مما أدى إلى وفيات لاعبين وظهور أعراض معوقة أخرى بعد اعتزالهم، بما في ذلك فقدان الذاكرة، والاكتئاب، والقلق، والصداع، والإجهاد، واضطرابات النوم.
قائمة اللاعبين السابقين في الدوري الوطني لكرة القدم الأمريكي الذين تم تشخيصهم بمرض تشوه الدماغ الوعائي المزمن بعد الوفاة أو الذين أبلغوا عن أعراض اعتلال دماغي رضحي مزمن تستمر في الزيادة. وفقًا لجامعة بوسطن، يعتبر اعتلال دماغي رضحي مزمن مرضًا تنكسيًا للدماغ يظهر في الرياضيين والمحاربين القدامى وغيرهم الذين يعانون من تاريخ من الإصابات المكررة للدماغ. على الرغم من أن اعتلال دماغي رضحي مزمن يشكل موضوعًا جدلاً ويفهم بشكل غير كامل، يعتقد أن البروتين المعروف باسم تاو يتكون على شكل تجمعات تنتشر ببطء في جميع أنحاء الدماغ، مما يؤدي إلى قتل خلايا الدماغ.
هناك أيضًا بحث نظري يشير إلى أن اعتلال دماغي رضحي مزمن في مراحله المبكرة قد يكون ناتجًا عن تلف الأوعية الدموية داخل الدماغ. يمكن أن يؤدي ذلك إلى إثارة الالتهاب في الدماغ وفي نهاية المطاف تطوير بروتينات مثل تاو والتي يعتقد أنها تلعب دورًا رئيسيًا في اعتلال دماغي رضحي مزمن. تم اختبار هذا الافتراض على فئران بالغة. يقول الباحثون إن أدمغتها تمتلك سمات مماثلة لتلك الموجودة في أدمغة الإنسان. باستخدام جهاز خاص، تم توجيه ضربات دقيقة إلى الفئران لتسبب إصابات دماغ خفيفة تشبه تلك التي قد يعاني منها الرياضيون في الرياضات ذات الاتصال المباشر. أظهرت الفئران، التي تم فحص أدمغتها باستخدام جهاز تصوير رنين مغناطيسي متخصص، تغيرات فورية في الوظائف الكهربائية لأدمغتها.
وفقًا لدراسة عام 2017 حول أدمغة لاعبي كرة القدم الأمريكية المتوفين، اكتشف أن 99% من الأدمغة التي تم اختبارها للاعبي الدوري الوطني لكرة القدم، و88% من لاعبي الدوري الكندي لكرة القدم، و64% من لاعبي الكرة الشبه احترافية، و91% من لاعبي كرة القدم في الكليات، و21% من لاعبي كرة القدم في المدارس الثانوية كانت تعاني من مراحل مختلفة من اعتلال دماغي رضحي مزمن.
تشمل الإصابات الشائعة الأخرى إصابات الساقين، والأذرع، والعنق، وأسفل الظهر.

## ارتجاج اتحاد كرة القدم الأميركي
يُبذل جهد داخل الدوري الوطني لكرة القدم الأمريكية للتعامل مع الإصابات بالتشوهات وتعزيز سلامة اللاعبين. حقق الدوري تقدماً في السنوات الأخيرة في تقليل الإصابات الناتجة عن التصادم. الدوري الوطني لكرة القدم ملتزمة بمعالجة هذه القضايا وإحداث تحسينات في كل مكان ممكن من خلال العمل الفعّال على تقليل مخاطر الإصابات في الرأس وجعل اللعبة أكثر أمانًا للاعبين.
هناك قلق مستمر بشأن الإصابات بالتشوهات في الدوري الوطني لكرة القدم الأمريكية، خاصة عندما يتقدم اللاعبون السابقون بتجاربهم المتعلقة بهذه الإصابات. أشارت الأبحاث إلى أن التعرض المتكرر لإصابات الرأس يمكن أن يكون له تأثير كبير على السلوك والوظائف العقلية.
زاد عدد الإصابات المُبلغ عنها بالتشوهات في الدوري الوطني لكرة القدم الأمريكية بنسبة 18% منذ عام 2022. يعتقد بعض الخبراء أنه يجب عكس هذا الاتجاه، مشيرين إلى التقدم التكنولوجي ودراسات الخوذ. وقد اقترح تعديل خوذات الدوري الوطني لكرة القدم لتقليل حالات الإصابة بالتشوهات.
إذا قدم اللاعب أو أبلغ عن أعراض التشوه أو الشدة العصبية (إصابة بعصب ناتجة عن ضغط) بعد ضربة في الرأس، يجب عليهم اتباع بروتوكول الدوري الوطني لكرة القدم الأمريكية. يمكن أن يكون أي شخص من بين مجموعة متنوعة من الأفراد، بما في ذلك أخصائي العلاج الرياضي في الفريق، مراقب في الكشك، طبيب الفريق، حكم المباراة، المدرب، زميل الفريق، استشاري الأذية العصبية غير المنتمي إلى الجهة الطبية على خط الجانب، أو مراقب استشاري الصدمات العصبية غير المنتمي في الكشك، يمكنهم تنشيط البروتوكول.

## تاريخ
الإصابات الرأسية شائعة بين لاعبي كرة القدم. تحدث الإصابات الرأسية عندما يتعرض الرأس لقوة صدمة كبيرة، مما يؤدي إلى إصابة دماغية طفيفة. كانت هناك قلق متزايد بشأن الإصابات الرأسية منذ بداية القرن التاسع عشر. في عام 1906، توفي طالب رياضي في جامعة هارفارد بسبب إصابة في الرأس، وأصدر أطباء الفريق تقريراً بعنوان "الجانب البدني لكرة القدم الأمريكية" في مجلة بوسطن الطبية والجراحية والذي وصفوا فيه نوع وشدة وعدد الإصابات التي تعرض لها الفريق خلال موسم 1905.
بدأ الاتحاد الوطني لكرة القدم الأمريكية في استعراض هذا الموضوع رسميًا في عام 1994، حيث وافق بول تاجليابيو، المفوض السابق للاتحاد الوطني لكرة القدم، على إنشاء لجنة الإصابة الخفيفة في الدماغ بهدف دراسة آثار الإصابات الرأسية والإصابات تحت الرأس في لاعبي الاتحاد الوطني لكره القدم. وكلف تاجليابيو روماتولوجيا إيليوت بيلمان برئاسة اللجنة. لقد نُوِّهَ بتعيين بيلمان بانتقادات حادة، حيث أنه ليس أخصائيًا في علم الأعصاب أو علم النفس العصبي، وكان يعترف كثيرًا بجهله فيما يتعلق بالإصابات الرأسية. أظهرت البيانات حول الإصابات الرأسية التي جمعها الاتحاد من عام 1996 إلى عام 2001 أنها تقلل بنسبة عشرة في المائة من العدد الفعلي للإصابات الرأسية المشخصة. واعتمد الاتحاد أيضًا على استشاريين قانونيين كانوا يشاركون بنشاط في التقليل من المخاطر الصحية في صناعة التبغ.
في نفس العام، أفاد المعهد الوطني للسلامة والصحة المهنية بزيادة إحصائياً ملحوظة في خطر الاضطرابات العصبية مثل التصلب الجانبي الضموري في لاعبي كرة القدم المتقاعدين، مما زاد من المعرفة العامة حول خطر الأمراض العصبية الطويلة الأمد المرتبطة بالتأثيرات المتكررة على الرأس. على الرغم من دراسة المعهد الوطني للسلامة والصحة المهنية، استنتج بيلمان ولجنة الإصابة الخفيفة في الدماغ بنتائجهم الخاصة التي استمرت في التناقض مع هذه النتائج ونتائج منظمات أخرى. أبلغ مهندسو الديناميات الحيوية وأطباء الجراحة العصبية اللجنة بأن معيار سلامة الخوذة في ذلك الوقت كان غير كافٍ لتقليل خطر الإصابات الرأسية.
لجنة الإصابات الرياضية في الدماغ والرأس بدأت دراسة طبيعة اللاعبات التي تتسبب في تأثيرات مصابة بالصدمات وتطوير تحليلها البيولوجي الميكانيكي الخاص لتأثير هذه القوى على الدماغ. بدأت بنشر نتائج الدراسة في عام 2003 مشيرة إلى عدم وجود عواقب صحية سلبية طويلة الأمد مرتبطة بالصدمات التي تتعرض لها لاعبي كرة القدم الأمريكية في الدوري الوطني. وخلصت دراسة استمرت ست سنوات من قبل اللجنة إلى أن "اللاعبين الذين يعانون من صدمات ويعودون إلى نفس المباراة لديهم أقل علامات وأعراض أولية مقارنة بأولئك الذين يتم إزالتهم من اللعبة. عودة اللاعب للمشاركة لا تشكل مخاطر كبيرة لحدوث إصابة ثانية سواء في نفس المباراة أو خلال الموسم."

## بحث
واصلت منظمات أخرى نشر نتائج الدراسات التي ربطت بين الصدمات المتكررة والمشاكل الصحية طويلة الأمد على عكس تقارير لجنة الإصابات الرياضية في الدماغ والرأس. على سبيل المثال، وجد تقرير صادر عن مركز دراسة الرياضيين المتقاعدين في جامعة نورث كارولاينا عام 2003 ارتباطًا بين الصدمات المتعددة والاكتئاب بين لاعبي كرة القدم المحترفين السابقين. وعلاوة على ذلك، ربطت دراسة متابعة للمركز في عام 2005 كل من تلف الدماغ ومرض الزهايمر بلاعبي كرة القدم الأمريكية المحترفين المتقاعدين الذين كان لديهم تاريخ من الصدمات.
أجرى دون برادي، في أطروحة دكتوراه عام 2004، دراسة لمعرفة لاعبي كرة القدم الأمريكية في الدوري الوطني بالصدمات، حيث قام بدراسة معرفة لاعبي كرة القدم الأمريكية المحترفين النشطين والمتقاعدين حول الصدمات. وخلصت نتائج برادي إلى ما يلي: أن العديد من لاعبي كرة القدم الأمريكية في الدوري الوطني يفتقرون إلى المعرفة الدقيقة والأساسية المتعلقة بجوانب مختلفة من الصدمة؛ أن غالبية الأدلة التجريبية والسريرية الموثوقة المتعلقة بالآثار السلبية للصدمة تشير إلى أن الدماغ يتعرض لإصابة نتيجة للصدمة؛ أن التغير في وظائف الخلية ووفاة الخلية إلى جانب المشاكل العصبية والعقلية والطبية الأخرى البسيطة والمرئية أكثر تعقيدًا تعكس مجموعة متنوعة من الآثار السلبية مدى الحياة للصدمة / الإصابة في الدماغ؛ وأن الفرق الطبية في الفرق الرياضية يجب أن تركز بشكل أساسي على صحة ورفاهية الرياضيين، وعدم التقليل من أهمية الإصابة أو التركيز بشكل أساسي على قدرة اللاعبين على الأداء في الميدان. هذا التركيز الموسع للرعاية الصحية ضروري لتجنب أي تضاربات في الصورة الحقيقية أو المتصورة تنشأ في البحث عن الصدمات، وإدارة الصدمات، وعملية اتخاذ القرارات المتعلقة بالعودة للمشاركة.
خلال نوفمبر 2014، قدم برادي اعتراضات على عرض تسوية الصدمات المقترح من قبل الدوري الوطني لكرة القدم الأمريكية. قام برادي بإرسال رسالة مرفقة بتفاصيل الاعتراضات نيابة عن لاعبي الدوري الوطني لكرة القدم المتقاعدين إلى القاضية الرئيسية في المحكمة الفيدرالية الأمريكية، أنيتا برودي.
بالإضافة إلى الدراسات التي استمرت في تعارض عمل لجنة إصابات الدماغ المؤلمة الخفيفة، كتب خبراء مشهورون وصحافيون رياضيون استعراضات نقدية لدراسات اللجنة. لفت روبرت كانتو من الكلية الأمريكية لطب الرياضة إلى التحيز في حجم العينة الصغير للغاية للجنة واعتبر أنه لا ينبغي استخلاص أي استنتاجات من دراسات الرابطة الوطنية لكرة القدم. في مقال نشرته مجلة إي إس بي إن بعنوان "الطبيب الذي يقول نعم"، انتقد بيتر كيتينغ عمل بيلمان ولجنة لجنة إصابات الدماغ المؤلمة الخفيفة وجادل بأن "... اللجنة قد استنتجت العديد من الاستنتاجات الهامة حول الصدمات في الرأس وكيفية علاجها التي تتعارض مع البحث وتجارب العديد من الأطباء الذين يعالجون الصدمات الرياضية، ناهيك عن اللاعبين الذين عانوا منها."
تواصلت المزيد من الدراسات في ربط الإصابات المتكررة في الرأس بمشاكل عصبية فيما بعد في الحياة. قام كيفن غوسكيفيتش، المدير لمركز دراسة الرياضيين المتقاعدين في قسم علوم التمرين والرياضة في جامعة نورث كارولاينا، بتحليل بيانات دراسة عام 2007 لنحو 2500 لاعب سابق في الرابطة الوطنية لكرة القدم. وجد أن حوالي 11 في المائة من المشاركين في الدراسة يعانون من الاكتئاب السريري، مع زيادة ثلاث مرات في الخطر لدى اللاعبين السابقين الذين كان لديهم تاريخ من ثلاثة أو أربعة صدمات في الرأس. في العام التالي، قامت الرابطة الوطنية لكرة القدم بتكليف معهد بحوث الشؤون الاجتماعية في جامعة ميشيغان بإجراء دراسة تشمل أكثر من 1000 لاعب سابق في الرابطة الوطنية لكرة القدم. وأظهرت النتائج أن مرض الزهايمر أو أمراض مماثلة يبدو أنها تم تشخيصها في لاعبي الرابطة الوطنية لكرة القدم السابقين بنسبة أكبر بكثير مما هو شائع في السكان العامين بمعدل يصل إلى 19 مرة معدل الطبيعي للرجال في الفئة العمرية من 30 إلى 49 عامًا. ردت الرابطة الوطنية لكرة القدم على هذه النتائج بادعائها أن الدراسة كانت غير مكتملة.
في 30 سبتمبر 2014، أعلن باحثون في جامعة بوسطن أنه خلال التشريح الطبي لأدمغة 79 لاعبًا سابقًا في الرابطة الوطنية لكرة القدم، كانت نتيجة اختبار 76 منها إيجابية لمرض الالتهاب الدماغي المزمن. وبحلول يناير 2017، ارتفع هذا العدد إلى 90 من أصل 94. وأظهرت دراسة نشرت في مجلة الطب الأمريكية في يوليو 2017 أن 110 من أصل 111 لاعبًا سابقًا في الرابطة الوطنية لكرة القدم تم فحص أدمغتهم وتبين أنهم قد عانوا من الالتهاب الدماغي المزمن.

## آثار الارتجاجات
الصدمات الرأسية هي مشكلة كبيرة في الرابطة الوطنية لكرة القدم. تشير العديد من النتائج إلى أن بداية أعراض الخرف مرتبطة بالصدمات الدماغية المتكررة للاعبي كرة القدم المحترفين.
لقد كان مرض الإلتهاب الدماغي المزمن وغيرها من المشاكل مسألة خطيرة جدًا ناتجة عن الضرر الشديد في الدماغ في كرة القدم. وتقول إي إس بي إن: "أظهرت أدمغة اللاعب السابق في فريق كانساس سيتي تشيفز، جوفان بيلشر - اللاعب البالغ من العمر 25 عامًا الذي أطلق النار على صديقته وقتلها في عام 2012 قبل أن ينتحر - علامات على ضرر واسع الانتشار في الدماغ مثل تلك التي وُجدت في أدمغة لاعبي الرابطة الوطنية لكرة القدم السابقين الآخرين، وفقًا لمسارجة عصبية."

## الخوذات
في المقال، يتحدث عن كيف أكثر من 2000 لاعب سابق في الدوري الوطني لكرة القدم الأمريكية يعانون من مضاعفات ما بعد الإصابات بالدماغ. يشكو اللاعبون ويقاضون الدوري بسبب كيف أن الخوذات أدت إلى إصابات بالدماغ شديدة تؤثر على حياتهم طوال العمر. رد الدوري الوطني لكرة القدم الأمريكية على هذه الشكاوى بنظام "هيت" جديد يساعد اللاعبين على عدم تعرضهم لهذه المشاكل بسهولة.
وايلدمان، عالم رياضيات، يظهر مدى انتقادات مستمرة حول خوذات كرة القدم الأمريكية والخوذات بشكل عام. أخيرًا، اعترف الدوري الوطني لكرة القدم الأمريكية بالتأثير السلبي للاصطدامات على أعماله المليارية وقرر بدء منح منح دراسية تهدف إلى إيجاد حل. إنهم يحاولون باستمرار إيجاد طرق أفضل لحماية اللاعبين دون أن يقيدوهم.
يُظهر مجلة الفحوص الاجتماعية والثقافية لإصابات الدماغ النتائج البيانية الهامة حول الإصابات في الرأس و... بغض النظر عن ماهيتها، دائمًا ما يحاولون البحث عن خوذة جديدة أو مواد جديدة لاستخدامها لجعل اللعبة أكثر أمانًا للاعبين إذا تعرضوا لضربات كبيرة في منطقة الرأس. وذكر المقال: "ارتفاع أعداد الانتحار بين اللاعبين السابقين المرتبطين بإصابات الرأس قد زاد من توعية الجمهور بالمخاطر المحتملة للإصابات في جميع مستويات كرة القدم."

## وقاية
في أكتوبر 2009، دُعي كل من رئيس الرابطة الوطنية لكرة القدم الأمريكية روجر غوديل ولجنة إصابات الرأس في الدوري إلى الكونغرس للدفاع عن سياساتهم ضد اتهامات الإهمال. قدم غوديل شهادته، لكنه لم يتمكن من الإجابة على العديد من الأسئلة. نتيجةً لهذا الحادث والضغط الذي مورسته نقابة لاعبي الرابطة الوطنية لكرة القدم، أصدر الدوري تحديثًا شاملاً لسياسة الإصابات بالرأس في نوفمبر وديسمبر 2009. شملت السياسة توسيع قائمة الأعراض التي تمنع اللاعب من العودة للمباراة أو التدريب في نفس اليوم الذي حدثت فيه إصابته.
مع استمرار الضغط لحماية اللاعبين، بدأ الدوري الوطني لكرة القدم الأمريكية في منع اللاعبين الذين فقدوا وعيهم بسبب إصابة في الرأس من العودة للمباراة أو التدريب، وهي سياسة تطبقت على لاعب خط الهجوم لفريق ديترويت ليونز، جاهفيد بست، في عام 2009. قام العديد من اللاعبين بتقديم دعاوى قانونية ضد الدوري بسبب الإصابات في الرأس، متهمين الدوري بإخفاء المعلومات التي تربط الإصابات بالرأس بالضرر الدائم للدماغ ومرض الزهايمر والخرف. قرر بعض الفرق عدم اختيار بعض اللاعبين في دوري الوطني لكرة القدم بناءً على تاريخهم السابق فيما يتعلق بالإصابات في الرأس. وفقًا لتقرير من "خارج الخطوط"، كان نظام رصد التأثير على الرأس قيد النقاش من قبل الدوري، على الرغم من أن كيفين غوسكيفيتز، أستاذ في جامعة نورث كارولاينا، قال إن النظام يعمل بشكل فعّال. يمكن للتكنولوجيا الكشف عن وقياس تأثير الضربات على الرأس في الوقت الحقيقي خلال المباراة، لكن لا يوجد مثل هذا القياس في الدوري حاليًا. وصرح هاينز وورد، لاعب سابق في فريق بيتسبيرغ ستيلرز وحاليًا محلل رياضي في إن بي سي سبورتس، بأن استخدام النظام سيكون "فتح صندوق باندورا"، وأن البيانات المسجلة من قبل النظام يمكن استخدامها من قبل أصحاب الفرق لإعطاء اللاعبين رواتب أقل.
في نوفمبر 2011، أنشأ مركز صحة العمود الفقري في مستشفى كليفلاند عملية دراسية عبر الإنترنت أصدرتها مجلة الجراحة العصبية حيث تم مقارنة مختلف خوذات كرة القدم مع بعضها البعض من خلال دمى اختبار التصادم. وتبين أيضًا أن الخوذات الجلدية قدمت نتائج مماثلة للخوذات الحديثة، وفي بعض الحالات، أظهرت الخوذات الجلدية حماية متفوقة ضد الصدمات المؤذية. ومع ذلك، لم توفر الخوذات الجلدية نفس مستوى الحماية ضد كسور الجمجمة.

## عملية بروتوكول الارتجاج
عندما يتعرض لاعب كرة القدم لإصابة بالارتجاج في دوري الوطني لكرة القدم، يُطلب منه أن يخضع لبروتوكول الارتجاج الذي أنشأته اللجنة الرئيسية للرأس والرقبة والعمود الفقري في الوطني لكرة القدم.

### تقييم ما قبل الموسم
قبل بدء موسم الدوري الوطني لكرة القدم، يُطلب من جميع اللاعبين والطاقم التدريبي للفريق أن يتلقوا توعية حول الارتجاجات وأهمية الإبلاغ الفوري عن أي أعراض للاعتلال الدماغي. كما يُلزم جميع اللاعبين في الدوري بإجراء فحص أساسي للأعصاب والجسم. يتكون الفحص الأساسي للأعصاب إما من اختبار محوسب أو اختبار على الورق يختبر وظائف مختلفة في الدماغ. يختبر الامتحان فترة الانتباه، الذاكرة، اللغة، المهارات اللفظية، التفكير، التخطيط، والمهارات التنظيمية. تُستخدم نتائج هذا الاختبار كقاعدة إذا تعرض أحد اللاعبين لإصابة في الرأس في أي وقت خلال الموسم. الفحص الطبي قبل بدء الموسم الرياضي يتيح لطبيب الفريق والمدرب الرياضي فرصة مراجعة والإجابة عن أي أسئلة قد يكون للاعب. كما يتيح هذا الوقت للطبيب والمدرب الرياضي مراجعة أي ارتجاجات سابقة، ومناقشة أهمية الإبلاغ عن أي أعراض للاعتلال الدماغي، وشرح بروتوكول الارتجاج المعمول به في الموسم الحالي.

### تحديد الهوية داخل اللعبة
البروتوكول الحالي للاعتلال الدماغي في الدوري الوطني لكرة القدم ينشئ مواقع في طاقم الطب الطبي لكل منظمة مكلفة خصيصًا بتحديد وتشخيص الارتجاجات. أحد هذه الأدوار يتضمن استشاري في علم الأعصاب الذين غير متعاطفين يعملون مع أطباء الفريق الآخرين والمدربين الرياضيين لإجراء التقييمات. وظيفة أخرى تشمل المدربين الرياضيين الموجودين في الكابينة في كل مباراة لاكتشاف الاحتمالات للاعتلالات الدماغية للاعبين من الفريقين. يقوم هؤلاء المراقبون بمراجعة الفيلم طوال المباراة الذي يمكن أن يؤدي إلى احتمالية الاصابات الدماغية ويمكنهم استدعاء "وقت ميداني طبي" لنقل تلك المعلومات إلى الشخص الطبي على الحواف حتى يتم إجراء تقييم أكثر تفصيلًا. وقد تم استخدام هؤلاء المراقبين منذ موسم 2011.